# Johan Bugge
Pour les articles homonymes, voir Bugge.
Johan Bugge, né le 24 janvier 1991, est un coureur de fond norvégien spécialisé en course en montagne et en cross-country. Il est champion d'Europe de course en montagne 2015.

## Biographie
Il remporte son premier succès international en 2010 en devenant champion junior nordique de cross-country à Trondheim.
En 2014, il décroche son premier titre national à Stord sur le parcours court de cross-country.
Il éclate en 2015 dans la discipline de la course en montagne. Le 30 mai, il devient champion de Norvège course en montagne à la montée du Skuggenatten et est sélectionné pour les championnats d'Europe de course en montagne à Porto Moniz. Il y surprend tout le monde en prenant les commandes de la course et en s'imposant devant le Suisse David Schneider alors que le champion sortant, Bernard Dematteis. craque et termine septième.
Il remporte son deuxième titre national de course en montagne en 2017 en battant le record de la montée du Kvasshovden.
Il connaît son meilleur résultat aux championnats du monde de course en montagne le 16 septembre 2018 en terminant cinquième à Canillo. Il y décroche la médaille de bronze par équipes avec Torstein Tengsareid et Håkon Skarsholt.
Le 7 juillet 2019, il termine sixième des championnats d'Europe de course en montagne à Zermatt et remporte la médaille de bronze par équipes avec Stian Øvergaard Aarvik et Håkon Skarsholt.

## Palmarès

### Route/cross
| Année | Compétition                      | Lieu     | Place | Épreuve               | Temps         |
| ----- | -------------------------------- | -------- | ----- | --------------------- | ------------- |
| 2013  | Championnats de Norvège de cross | Levanger | 3e    | Cross-country - long  | 33 min 40 s 5 |
| 2014  | Championnats de Norvège de cross | Stord    | 1er   | Cross-country - court | 9 min 15 s 9  |
| 2015  | Furumomila                       | Geithus  | 3e    | 10 kilomètres         | 30 min 0 s    |
| 2015  | Championnats de Norvège de cross | Oslo     | 3e    | Cross-country - long  | 32 min 51 s 3 |

### Course en montagne
| no  | masculin           | Course                                        | Longueur | Départ            | Temps           |
| --- | ------------------ | --------------------------------------------- | -------- | ----------------- | --------------- |
| 1re | Médaille d'or      | Championnats de Norvège de course en montagne | 4,3 km   | 30 mai 2015       | 24 min 11 s     |
| 1re | Médaille d'or      | Championnats d'Europe de course en montagne   | 11,85 km | 4 juin 2015       | 1 h 2 min 35 s  |
| 3e  | Médaille de bronze | Montée du Skåla                               | 8,2 km   | 15 août 2015      | 1 h 10 min 40 s |
| 6e  | 6e                 | Championnats d'Europe de course en montagne   | 12,5 km  | 8 juillet 2017    | 1 h 4 min 39 s  |
| 1re | Médaille d'or      | Championnats de Norvège de course en montagne | 7,5 km   | 15 juillet 2017   | 46 min 49 s     |
| 1re | Médaille d'or      | Course de Šmarna Gora                         | 10 km    | 7 octobre 2017    | 42 min 27 s     |
| 2e  | Médaille d'argent  | Championnats de Norvège de course en montagne | 4,3 km   | 2 juin 2018       | 23 min 24 s     |
| 1re | Médaille d'or      | Mémorial Partigiani Stellina                  | 14,4 km  | 26 août 2018      | 1 h 19 min 47 s |
| 5e  | 5e                 | Championnats du monde de course en montagne   | 12 km    | 16 septembre 2018 | 58 min 25 s     |
| 1re | Médaille d'or      | Course de Šmarna Gora                         | 10 km    | 6 octobre 2018    | 42 min 33 s     |
| 1re | Médaille d'or      | Kilomètre vertical Chiavenna-Lagùnc           | 3,3 km   | 7 octobre 2018    | 32 min 13 s     |
| 3e  | Médaille d'argent  | Championnats de Norvège de course en montagne | 6,9 km   | 22 juin 2019      | 43 min 2 s      |
| 3e  | Médaille de bronze | Montée du Skåla                               | 8,2 km   | 17 août 2019      | 1 h 11 min 47 s |
| 6e  | 6e                 | Championnats d'Europe de course en montagne   | 10,1 km  | 7 juillet 2019    | 54 min 45 s     |
| 3e  | Médaille de bronze | Kilomètre vertical Chiavenna-Lagùnc           | 3,3 km   | 6 octobre 2019    | 32 min 55 s     |
| 1re | Médaille d'or      | Championnats de Norvège de course en montagne | 8,3 km   | 28 août 2021      | 37 min 0 s      |
| 1re | Médaille d'or      | Championnats de Norvège de course en montagne | 7 km     | 19 juillet 2025   | 42 min 25 s     |

## Records
| Épreuve       | Performance | Date            | Lieu    |
| ------------- | ----------- | --------------- | ------- |
| 10 kilomètres | 30 min 0 s  | 10 octobre 2015 | Geithus |